# Plantemorfologi
| Portal | Portal:Botanik |

Plantemorfologi eller fytomorfologi er studiet af planternes fysiske form og ydre opbygning. Dette ses oftest som adskilt fra planteanatomi, der er studiet af planternes indre opbygning, i særdeleshed på det mikroskopiske niveau. Planternes morfologi er især nyttig ved planters artsbestemmelse på baggrund af udseendet.

## Arbejdsområder
Plantemorfologi "repræsenterer et studie i udvikling, form og opbygning hos planterne og – som en logisk følge – et forsøg på at fortolke disse på baggrund af ligheder i i grundplan og oprindelse." Plantemorfologien har fire hovedområder, som hver især overlapper et andet felt inden for de biologiske videnskaber.

### Udvikling og tilpasning
For det første er morfologi komparativ, dvs. at morfologen undersøger strukturer hos mange forskellige planter af den samme art eller blandt forskellige arter, for så at foretage sammenligninger og formulere tanker om lighederne. Når strukturer hos forskellige arter anses for at eksistere og udvikles som resultater af nogle fælles, arvemæssige mønstre, kaldes disse strukturer homologe. Denne side af plantemorfologien overlapper med studiet af planteevolution og palæobotanik.

### Planternes strukturer
For det andet ser plantemorfologi både på de vegetative (somatiske) og de reproduktive strukturer hos planter. Karplanternes vegetative strukturer omfatter studiet af såvel skudsystemet (sammensat af af stængler og blade) som rodsystemet. De reproduktive strukturer er mere forskelligartede, og de er ofte særligt indrettede for hver enkelt plantegruppe, som f.eks. blomster og frø hos nåletræer og én- og tokimbladede planter, sori hos bregnerne og kapsler hos mosserne. Det indgående studium af planternes reproduktive strukturer førte til opdagelsen af generationsskiftet, som findes hos alle planter og de fleste alger. Dette område af plantemorfologien overlapper studiet af biodiversitet og plantesystematik.

### Anatomi og vækstform
For det tredje undersøger plantemorfologien plantestruktur på en række forskellige niveauer. På det første niveau ser man på ultrastrukturen, cellernes generelle struktur, som kun er synlig ved hjælp af et elektronmikroskop, og på næste niveau drejer det sig om cytologi, undersøgelsen af celler ved hjælp af et optisk mikroskop. Derved overlapper plantemorfologien med planteanatomi. På det højeste niveau undersøger man plantens vækstform, dens overordnede arkitektur. Mønstret bag grenenes fordeling hos et træ vil være forskelligt fra art til art ganske som udseendet vil være det hos forskellige urter eller græsser.

### Vækst og økologi
For det fjerde undersøger plantemorfologi mønstre i vækst, dvs. den proces, hvor strukturer opstår og modnes, mens planten vokser. Modsat dyrene, som tidligt i deres liv skaber alle de legemsdele, de nogensinde vil få, så producerer planterne konstant nyt væv og strukturer i løbet af deres liv. En levende plante har altid kimvæv til rådighed. Nye strukturer modnes i takt med, at de bliver dannet, men modningen kan både påvirkes af det tidspunkt i plantens liv, hvor strukturernes udvikling indledes, og af det miljø, som de bliver udsat for. En morfolog studerer denne proces, dens årsager og dens resultat, og derved overlapper dette område af plantemorfologien med plantefysiologi og økologi.

## Komparativ videnskab
En plantemorfolog foretager sammenligninger mellem strukturer hos mange forskellige planter af samme eller forskellige arter. Når man sammenligner ensartede strukturer hos forskellige planter, forsøger man at besvare spørgsmålet om, hvorfor strukturerne ligner hinanden. Det er højst sandsynligt, at det er underliggende årsager af genetisk eller fysiologisk art eller måske i form af planternes svar på miljøbetingelserne, som har ført til denne lighed i udseende. Resultatet af en videnskabelig undersøgelse af disse årsager kan føre til én af to indsigter i den tilgrundliggende biologi:
1. Homologi – de to arters struktur ligner hinanden på grund af fælles ophav og ensartede arveanlæg.
2. Konvergens - de to arters struktur ligner hinanden på grund af uafhængige tilpasninger til det samme miljømæssige pres.

Det er vigtigt for at begribe planternes evolution, at man forstår hvilke kendetegn og strukturer, der skyldes hver af årsagerne. Evolutionsbiologen stoler på, at plantemorfologen kan fortolke strukturerne og skaffer på sin side den fylogenetiske forståelse af planternes slægtskabsforhold, som kan føre til ny, morfologisk indsigt.

### Homologi
Når strukturer hos forskellige arter anses for at eksistere og udvikles som resultat af fælles nedarvede, genetiske spor, kalder man disse strukturer for homologe. Blade fra Fyr, Eg og Kål ser f.eks. meget forskellige ud, men de er fælles om visse basale strukturer og anbringelse af delene. Det er let at konkludere, at bladene er homologe. Plantemorfologen får videre og opdager, at kakturtornene også deler den samme basale struktur og udvikling som blade hos andre planter, og derfor er kaktustorne også homologe i forhold til blade.

### Konvergens
Når strukturer hos forskellige arter anses for at eksistere og udvikles som resultater af ensartede, tilpasningssvar over for miljøpres, kaldes disse strukturer for konvergente. F.eks. har bladene hos Bryopsis plumosa og stænglerne hos Slør-Asparges (Asparagus setaceus den samme fjeragtige fordeling af forgreningerne, selv om den første er en alge, mens den anden er en frøplante. Lighederne i den overordnede struktur opstår uafhængigt af hinanden som et resultat af konvergens. Vækstformen hos mange Kaktus-arter og nogle arter i Vortemælk-slægten er meget lig hinanden, selv om de tilhører vidt adskilte familier. Lighederne skyldes fælles løsninger på problemet med at overleve i et varm og tørt miljø.
- Tennisbold (Euphorbia obesa), en art af Vortemælk
- Søpindsvin (Astrophytum asterias), en art af Kaktus.

## Vegetative og reproduktive karaktertræk
Plantemorfologien behandler både de vegetative og de reproduktive strukturer hos planterne.
De vegetative' (somatiske) strukturer hos karplanterne omfatter to større organsystemer: 1) et skudsystem, der består af stængler og blade, og ) et rodsystem, der består af rødder og ofte også af jordstængler, løg eller knolde. Disse to systemer er fælles for næsten alle karplanter, og de er et samlende tema for studiet af plantemorfologi.
I modsætning hertil er de reproduktive strukturer varierede og sædvanligvis specielt byggede for hver enkelt, større gruppe af planter. Strukturer som blomster og frugter findes udelukkende hos de tokimbladede planter; sori kun hos bregnerne; og kogler kun hos nåletræer og andre nøgenfrøede. De reproduktive karaktertræk bliver derfor betragtet som mere nyttige end de vegetative træk, når det drejer sig om klassificering af planter.

### Plantemorfologi og identificering
Planteforskere bruger planternes morfologiske træk, som kan sammenlignes, måles, tælles og beskrives, for at nå frem til forskelle og ligheder mellem plantegrupper, så disse træk kan bruges i identificering, klassificering og beskrivelse af planterne.
Når man bruger disse træk i beskrivelser eller ved identificering, bruger man dem som nøgle- eller diagnostiske træk, og de kan være enten kvalitetsmæssige eller mængdemæssige.
1. Mængdemæssige træk er de morfologiske særpræg, som kan tælles eller måles. F.eks. kan en planteart have kronblade, der er 10-12 mm brede.
2. Kvalitetsmæssige træk er morfologiske særpræg så som bladform, blomsterfarve eller behåring.

Begge typer træk kan være meget nyttige ved identificering af planter.

### Generationsskifte
De detaljerede undersøgelser af de reproduktive strukturer hos planter førte frem til den tyske botaniker, Wilhelm Hofmeisters, opdagelsen af det generationsskifte, som findes hos alle planter og de fleste alger. Den opdagelse er én af de vigtigste, man har gjort inden for hele plantemorfologien, da den skaber en fælles ramme for forståelsen af alle planters livscyklus.

### Farvethed hos planter
Den vigtigste funktion, som farve har for planterne, er knyttet til fotosyntesen, hvor det grønne farvestof, klorofyl bliver anvendt sammen med flere røde og gule farvestoffer til at opfange så meget lys som muligt. Farvestoffer har også et vigtigt element i det at tiltrække insekter og fugle for at opmuntre dem til at bestøve blomsten.
Plantefarver omfatter en mængde af forskellige slags molekyler som f.eks. porfyriner, karotenoider, antocyaniner og betalainer. Alle biologiske farvestoffer opsuger ganske bestemte bølgelængder af lys, mens de tilbagekaster andre. Lyset, som bliver opsuget, kan bruges af planten som drivkraft i kemiske reaktioner, mens de tilbagekastede bølgelængder af lys bestemmer den farve, som øjet vil opleve, at farvestoffet har.

## Udvikling
Planternes udvikling er den proces, hvor strukturer opstår og modnes, mens planten vokser. Den er et emne for undersøgelser i planteanatomi og plantefysiologi og også i plantemorfologi.
Planternes udviklingsproces er grundlæggende forskellig fra den, man ser hos hvirveldyrene. Når et dyrefoster indleder sin udvikling, skaber det meget tidligt alle de kropsdele, som det nogensinde vil få senere i livet. Når et dyr fødes (eller udklækkes fra ægget), har det alle sine legemsdele, og fra det tidspunkt vil det kun vokse sig større og mere modent. Omvendt skaber planterne gennem hele deres liv uafbrudt nye væv og strukturer på grundlag af meristemer, der findes på spidserne af organerne eller inde mellem vævene. En levende plante har derfor altid nyt væv klar i kimstadiet.
De egenskaber, man ser hos en plante er opstående, dvs. mere end summen af enkeltdelene. "Sammenføjningen af disse væv og funktioner til en integreret, mangecellet organisme skaber ikke blot kendetegnene hos de enkelte dele og processer, men også et helt nyt sæt af kendetegn, som man ikke kunne have forudsagt ved at undersøge de enkelte dele." Med andre ord: det er ikke tilstrækkeligt at kende til molekylerne i en plante, når man skal forudsige, hvad der er karakteristisk for cellerne; og viden om cellernes egenskaber kan ikke forudsige alle egenskaber i plantens opbygning.

### Vækst
En karplante vokser frem fra en enkelt celle, en zygote, der er opstået ved befrugtning af en ægcelle med en sædcelle. Fra det udgangspunkt begynder den at dele sig, sådan at der dannes et plantekim ved en proces, som kaldes embryogenese. Undervejs vil de dannede celler ordne sig sådan, at den ene ende bliver til den første rod, mens den anden ende udvikles til skudspidsen. Hos frøplanterne danner kimen et eller flere kimblade (også kaldet ’’kotyledoner’’). Ved afslutningen af kimdannelsen har den unge plante alle de dele, der er nødvendige for, at den kan begynde sit selvstændige liv.
Når kimen er spiret frem fra sit frø eller sin moderplante, begynder den at danne ekstra organer (blade, stængler og rødder) i den proces, som kaldes organogenese. Nye rødder vokser frem fra rodens meristemer, der findes ved rodspidsen, og stængler og blade vokser ud fra skudmeristemerne, der findes i skudspidsen. Forgreninger opstår, når små klumper af delingsdygtige celler, som er blevet efterladt af meristemet, endnu ikke har gennemgået celledifferentiering til specialiserede væv og begynder at vokse som en ny skudspids eller rodspids. Vækst fra ethvert af disse meristemer ved skud- eller rodspidserne kaldes primær vækst og fører til en forlængelse af samme skud eller rod. Sekundær vækst opstår ved fortykkelse af skud eller rod, opstået ved deling af celler i deres kambium.
Ud over den vækst, som skyldes celledeling, kan en plante vokse ved cellestrækning. Det sidste sker, når enkelte celler eller grupper af celler øger deres længde. Det er ikke alle planteceller, der vokser ud til samme. Når cellerne på den ene side af en stængel vokser hurtigere og mere end cellerne på den modsatte side, vil stænglen som en konsekvens deraf bøje sig over mod den side, hvor cellerne vokser mindst. Denne retningsbestemte vækst kan forekomme som et resultat af plantens reaktion på en bestemt påvirkning som f.eks. lys (fototropisme), tyngde (gravitropisme), vand (hydrotropism) og fysisk kontakt (tigmotropisme).
Planters vækst og udvikling reguleres af bestemte hormoner og vækstregulatorer (PGR’er) (Ross et al. 1983). De indre hormonniveauer er påvirkede af plantens alder, kuldetolerance, dvaleperiode og andre stofskiftevilkår: daglængde, tørke, temperatur og endnu flere udvendige miljøforhold så som ydre kilder til PGR, enten kunstigt tilførte eller optaget via rødderne.

### Morfologisk variation
Planter har en naturlig variation i deres form og opbygning. Mens alle organismer varierer fra individ til individ, har planterne en ekstra variationsform. På det samme individ gentages dele, som kan være forskellige i form og struktur fra andre, tilsvarende dele. Denne variationsform ses lettest på plantens blade, selv om også andre organer som stængler og blomster kan vise lignende variation. Der er tre hovedårsager til denne variation: placeringens betydning, miljøpåvirkninger og ungdomsform (juvenilitet).

#### Placeringens betydning
Selv om en plante laver talløse kopier af det same organ i sin levetid, er det ikke alle kopierne af et givet organ, der bliver identiske. Der er en variation mellem en udvokset plantes enkelte dele, som skyldes stedet på planten, hvor organet blev skabt. For eksempel kan bladene variere på en ny gren i et fastholdt mønster ud langs grenen. Formen på de blade, der blev dannet nær grenens basis, er forskellig fra den, som ses på blade fra spidsen af plantens skud, og samme forskel går igen fra gren til gren på en given plante og en given art. Forskellen består, selv efter at bladene på begge ender af grenen er udvoksede, og den skyldes ikke, at nogle blade er yngre end andre.
Nye strukturer modnes på en bestemt måde, og den bliver ofte styret af det tidspunkt i plantens liv, hvor de begynder at udvikles og også af det miljø, som strukturerne bliver udsat for. Dette kan ses hos vandplanter og sumpplanter.

#### Temperatur
Temperaturen har et stort antal virkninger på planter, afhængigt af en mangfoldighed af faktorer, derunder plantens størrelse og tilstand samt temperaturens niveau og varigheden af påvirkningen. Jo mindre og jo mere sukkulent planten er, jo større er følsomheden overfor beskadigelse eller død på grund af temperaturer, der er for høje eller for lave. Temperaturen påvirker hastigheden i de biokemiske og fysiologiske processer, sådan at hastigheden generelt øges med stigende temperatur. Men van ’t Hoffs påstand angående monomolekylære reaktioner (som siger at reaktionernes hastighed fordobles eller tredobles med en forøgelse af temperature på 10 °C) holder ikke helt præcist for biologiske processer, i særdeleshed ved lave og høje temperaturer.
Når vand fryser i planter afhænger konsekvensen for planterne rigtigt meget af, om nedfrysningen sker intracellulært (inde i cellerne) eller extracellulært (i mellemrummene mellem dem). Intracellulær nedfrysning slår som regel cellen ihjel, uanset hårdførheden hos planten og dens væv. Intracellulær nedfrysning ses sjældent i naturen, men beskedne fald i temperaturen på f.eks. 1° C til 6° C pr. time fremmer dannelse af intracellulær is, og denne "is udenfor organerne" kan i visse tilfælde være dræbende, afhængigt af vævets hårdførhed.
Ved frostgrader er det vandet i plantevævenes intercellulære mellemrum, der fryser først, selv om vandet kan forblive i væsketilstand ned til en temperatur under ÷ 7° C. Efter den indledende dannelse af is mellem cellerne skrumper de, efterhånden som der tabes vand til den udskilte is. Cellerne underkastes frysetørring, og dehydreringen er den grundlæggende årsag til frostskaderne.
Man har bevist, at tempoet i nedkølingen påvirker vævenes hårdførhed overfor frost, men den faktiske nedfrysningsgrad afhænger ikke bare af afkølingstempoet, men også af en forudgående underafkøling og vævenes egenskaber. Sakai (1979a) påviste udskillelse af is i skuddenes vækstpunkter hos Hvid-Gran og Sort-Gran i Alaska, når de blev afkølet langsomt fra 30 °C til ÷ 40 °C. Disse frysetørrede knopper overlevede at blive nedsænket i flydende kvælstof, hvis de blev genopvarmet langsomt. Blomsteranlæg klarede sig på samme måde. Nedfrysning uden for vækstpunkternes organer forklarer den evne, de mest hårdføre nordlige arter har til at overleve vintre i egne, hvor lufttemperaturerne falder til ÷ 50° C eller lavere. Vinterknoppers hårdførhed hos disse nåletræer forøges af knoppernes ringe størrelse, udviklingen af en hurtigere vandtransport og en evne til at tåle intensiv frysetørring. Hos nordlige arter af Gran (Picea) og Fyr (Pinus) svarer frosthårdførheden hos ét år gamle frøplanter til den hos de voksne planter, når de er i den samme dvaletilstand.

#### Ungdomsformer
Organer og væv, som dannes af en unge plante, f.eks. En kimplante, afviger ofte fra dem, der bliver skabt af den samme plante, når den er ældre. Dette fænomen kaldes juvenilitet. Unge træer vil f.eks. danne længere og tyndere grene, som bøjer opad, til forskel fra de grene, de vil sætte som et fuldvoksent træ. Dertil kommer, at bladene i den tidlige vækstfase har tilbøjelighed til at være større, tyndere og mere uregelmæssige end bladene på den voksne plante. Eksemplarer af planter i ungdomsfasen kan se så komplet anderledes ud end de voksne planter, at æglæggende insekter ikke kan genkende planten som føde for sit afkom.
Man kan finde forskelle i evnen til at danne rødder og blomster på ét og samme træ. Stiklinger, der er skåret ved træets rodhals, vil lettere danne rødder end stiklinger, taget fra den midterste eller øverste del af kronen. Blomstring fra rodhalsen mangler helt eller er mindre rig end blomstring på højere grene, særligt når et ungt træ træder ind i blomstringsfasen for første gang.

## Nyere opdagelser
Rolf Sattler har revideret grundlæggende opfattelser inden for sammenlignende homologi. Han understregede, at homologi også bør omfatte delvis homologi og kvantitativ homologi. Det fører frem til en sammenhængende morfologi, som viser kontinuitet mellem de morfologiske kategorier rod, skud, stængel, blad og plantehår. Hvordan man bedst beskriver mellemformerne blev diskuteret hos Bruce K. Kirchoff m.fl.
Til ære for Agnes Arber, ophavskvinde til ”partial-shoot theory of the leaf”, kaldte Rutishauser og Isler kontinuumopfattelsen for ”Fuzzy Arberian Morphology” (FAM). “Fuzzy” henviser til den såkaldte fuzzy logic, mens “Arberian” sammenkæder udtrykket med Agnes Arber. Rutishauser og Isler understregede, at denne teori er underbygget ikke blot af mange morfologiske data, men også af molekylær genetik (dvs. DNA-undersøgelser). Nyere beviser fra molekylær genetik giver yderligere støtte til kontinuummorfologien. P.J. James konkluderede, at "det er nu bredt accepteret, at... mangesidethed [karakteristisk for de fleste skud] og tosidethed [karakteristisk for blade] kun er yderpunkter i et sammenhængende spektrum. I realiteten er det blot et spørgsmål om timing for aktivering af KNOX-proteinet!" Eckardt og Baum konkluderede, at "det er nu almindeligt accepteret, at sammensatte blade udtrykker både blad- og skudegenskaber”.
Procesorienteret morfologi (dynamisk morfologi) beskriver og analyserer det dynamiske kontinuum i planternes former. Ifølge denne tilgang opstår strukturer ikke af processer, for de er processer. På den måde kommer man om ved modsætningen struktur/proces gennem "en udvidelse af vores begreb om 'struktur', så det omfatter og anerkender, at i den levende organisme er det det ikke bare et spørgsmål om en rumlig struktur med en 'aktivitet' som noget udenfor eller imod den, men at den konkrete organisme er udtryk for en rumlig og tidsmæssig struktur, og at denne rum/tidsstruktur er selve aktiviteten."
For Jeune, Barabé og Lacroix, er den klassiske morfologi (dvs. den morfologiske hovedstrømning, der bygger på et koncept om kvalitativ homologi, som fører til gensidigt udelukkende kategorier) og kontinuummorfologien underklasser i den mere omfattende procesmorfologi (dynamisk morfologi).